# Belíssima
Belíssima é uma telenovela brasileira produzida e exibida pela TV Globo de 7 de novembro de 2005 a 7 de julho de 2006, em 209 capítulos. Substituiu América e foi substituída por Páginas da Vida, sendo a 67ª "novela das oito" a ser transmitida pela emissora. 
Teve a autoria de Silvio de Abreu, com a colaboração de Sérgio Marques e Vinícius Vianna, contou com a direção de Flávia Lacerda, Gustavo Fernandez e Natália Grimberg. A direção geral foi de Carlos Araújo, Luiz Henrique Rios e Denise Saraceni, também diretora de núcleo.
Contou com Glória Pires, Tony Ramos, Cláudia Abreu, Marcello Antony, Lima Duarte, Cláudia Raia, Reynaldo Gianecchini e Fernanda Montenegro.

## Enredo
Júlia Assumpção é presidente da Belíssima, referência mundial no setor de roupas íntimas. Sua avó, Bia Falcão, a pressiona para se tornar parecida com a mãe, Stella Assumpção, que foi uma modelo bastante famosa na década de 1960. Fundadora da marca Belíssima, Stella morreu em um acidente de avião junto com seu marido Marcelo, deixando órfãos Júlia e Pedro. Desde então, Bia Falcão tornou-se responsável pela criação dos dois. Mesmo depois de adultos, tenta controlar a vida deles. Bia faz de tudo para que Júlia se sinta culpada pela morte dos pais. Em casa, Júlia só encontra apoio no tio, Argemiro Falcão, conhecido como Gigi, e na governanta, Matilde. Bia Falcão fará de tudo para acabar com os romances de Pedro com Vitória; e Júlia com André Santana. Este, apesar de não parecer inicialmente, é um terrível vilão que almeja ser dono da Belíssima em conjunto com seu pai, Aquilino Santana, o seu Quiqui, que aparenta ser um bom velhinho, mas é, na verdade, um bandido da pior espécie, ex-matador de aluguel. André vai se envolver com Júlia e com a filha de Júlia, Érica, uma mulher fútil e perversa como a bisavó.
Na Grécia, Nikos Petrakis fez amizade com a família de Vitória e Pedro, desde que eles chegaram ao país. Nikos tem muita vontade de conhecer seu filho, Cemil, levado para o Brasil, ainda antes de nascer, pela mãe, Katina, que fugiu para o país com o turco Murat Güney, que pensa que Cemil é seu filho. Murat esconde da esposa, com a cumplicidade do amigo Pepe, que teve um caso com Bia Falcão no passado, mas preferiu ficar com ela. Katina e Murat têm mais dois filhos: Safira e Narciso. Safira está no quinto casamento e tem três filhos, cada um de um pai diferente. Ela tenta esconder de si mesma a forte atração sexual que sente pelo mecânico Pascoal, bem mais jovem que ela mas não consegue, e tem um tórrido e quente romance com ele. O único que sabe desse romance é um homem que ajuda Pascoal na sua oficina, Jamanta.
Ornela é uma perua alegre, irmã de Alberto, e melhor amiga de Bia Falcão. Ela não gosta de se envolver em relacionamentos afetivos e, por isso, prefere casos com homens mais jovens, como Mateus, filho mais velho de Cemil. Mary Montilla, uma ex-vedete, ex-cantora e ex-apresentadora de programa infantil, que enriqueceu ao casar-se com um industrial. Ela o disputava a tapas com Guida Guevara, sua parceira na dupla Os Furacões de Cuba, na extinta TV Tupi, mas levou a melhor. Depois, Mary passou a não sentir falta dos holofotes e prefere curtir sua pequena fortuna, enquanto Guida vive como sacoleira e quer voltar à mídia. Tanto Mary quanto Guida sabem de um segredo que pode devastar a vida de Bia Falcão: ela teve uma filha com o turco Murat, que foi sua paixão no passado, abandonando a criança, por ter sido uma filha gerada fora de seu milionário casamento com um estrangeiro pobre. Alberto tenta fazer de tudo para conquistar Mônica, sua empregada doméstica, e arma muitos planos para separá-la do homem de sua vida, Cemil. No dia do casamento dos dois, Alberto envia fotos forjadas de Cemil com outra mulher para Mônica, e a jovem desiste do matrimônio. Ela se casa com o patrão, mas ele lhe trai com muitas mulheres.
Pedro é assassinado na Grécia e Vitória, sua filha Sabina, grande paixão de Bia, seu irmão caçula, Tade, e o grego Nikos, decidem vir ao Brasil. Bia passa a infernizar a vida de Vitória e fazer com que Sabina fique contra a mãe. Bia arma uma cilada para que Vitória seja presa, acusada da morte de Pedro, e manda esfaqueá-la na cadeia. Logo depois a vilã morre num acidente automobilístico, e descobre-se que o carro havia sido sabotado. Logo depois, André interna Júlia numa clínica, e enquanto isso passa a viver um caso com a enteada Érica. Ao sair da clínica, Júlia os expulsa de sua casa, mas logo depois é vítima de um golpe financeiro por André, que a deixa na miséria, torna-se presidente da Belíssima, e dono da mansão da ex-mulher, que vive uma linda e intensa história de amor com Nikos, que se apaixonara pela sobrinha de Gigi desde o primeiro momento que a viu. Júlia se lembra do dia do acidente de seus pais e constata que ela não teve culpa de nada. Durante a trama inteira, todos são suspeitos de serem os reais vilões da história, até mesmo Júlia.
Bia Falcão reaparece viva, e confessa ter forjado a própria morte. Ela planeja atentados contra Vitória, tenta separar Júlia e Nikos, e tenta conseguir a guarda de Sabina. No último capítulo, ela sequestra a bisneta, mas Vitória e André tentam impedir seu plano. Bia atira em Vitória, mas André se joga na frente, é atingido e morre nos braços de Júlia. Revela-se então que Bia é a vilã da história e sempre quis ser a única dona e presidente da Belíssima, mas isso não seria possível, pois legalmente Júlia e Pedro eram os herdeiros. Júlia recebeu uma procuração de Pedro e tornou-se a dona majoritária da empresa.  Bia foi a responsável pelo acidente que matou sua filha Stella e seu genro. É revelado que Bia contratou André para seduzir Julia. Ela finge sua falsa morte para André aplicar o golpe. Este, após o golpe, faz com que Bia seja a presidente e única dona da Belissima e torna-se dono de todos os bens de Julia. Entretanto os planos começam a dar errado, pois André apaixona-se por Julia. Mesmo depois de ter cometido diversos crimes e ainda ter assassinado seu advogado Medeiros e a secretária Yvete, seus cúmplices, Bia foge para Paris, onde leva uma vida confortável ao lado de Mateus.
Vitória termina feliz ao lado da filha Sabina e do delegado Gilberto, que investiga todos os misteriosos crimes e descobre que Bia contratou André para roubar as ações de Júlia e depois passá-las para seu nome. Ainda descobre-se que Vitória é a filha da vilã, que provocou a morte de Pedro. Safira e Pascoal decidem se casar e têm um bebê. Mary Montilla e Guida Guevara voltam aos holofotes estrelando um show escrito por Gigi para elas, que faz um enorme sucesso. Elas acabam ao lado do advogado Djulian e de Takae, respectivamente. Ornela continua se envolvendo com rapazes bem mais jovens que ela. Cemil se revolta contra Nikos ao saber que ele é seu pai, mas acaba perdoando o grego. O rapaz se casa com Mônica e fica grávida dele. Rebeca se descobre lésbica e faz um cruzeiro com sua nova paixão, Karen. Alberto fica com Érica, e a maior rival da filha de Júlia no mundo da moda, Giovana, acaba ficando com seu pai, o italiano Cyro. Tosca é presa por racismo, mas acaba saindo de cadeia e se encanta com o pai de Dagmar, a noiva de seu filho Fladson, que é negro. Katina e Murat terminam felizes e unidos ao lado de toda a família. Depois de recuperar todo seu dinheiro, Júlia vai para a Grécia atrás de Nikos, revoltado com ela por uma armação de Bia e André. Os dois acabam fazendo as pazes, e se casam lá mesmo.

## Elenco
| Intérprete           | Personagem                             |
| -------------------- | -------------------------------------- |
| Glória Pires         | Júlia Falcão Assumpção                 |
| Tony Ramos           | Nikos Petrakis                         |
| Fernanda Montenegro  | Beatriz Falcão (Bia Falcão)            |
| Cláudia Abreu        | Vitória Rocha Assumpção                |
| Marcello Antony      | André Santana                          |
| Irene Ravache        | Katina Solomos Güney                   |
| Lima Duarte          | Murat Güney                            |
| Reynaldo Gianecchini | Pascoal da Silva                       |
| Cláudia Raia         | Safira Solomos Güney                   |
| Letícia Birkheuer    | Érica Falcão Assumpção Laurenza        |
| Camila Pitanga       | Mônica Santana                         |
| Leopoldo Pacheco     | Cemil Solomos Güney Petrakis           |
| Carolina Ferraz      | Rebeca Cavalcanti                      |
| Alexandre Borges     | Alberto Sabatini                       |
| Pedro Paulo Rangel   | Argemiro Falcão (Gigi)                 |
| Vera Holtz           | Ornela Sabatini                        |
| Cauã Reymond         | Mateus Güney                           |
| Paolla Oliveira      | Giovanna Güney Sabatini                |
| Vladimir Brichta     | Narciso Solomos Güney                  |
| Bianca Comparato     | Maria João Güney de Oliveira           |
| Maria Flor           | Taís Junqueira                         |
| Thiago Martins       | Tadeu Rocha Assumpção                  |
| Carmem Verônica      | Mary Montilla / Maria Benedita Piedade |
| Íris Bruzzi          | Guida Guevara / Margarida Anunciata    |
| Serafim Gonzalez     | Aquilino Santana (Quiqui)              |
| Nelson Xavier        | Bento Pereira                          |
| Nicola Siri          | Cyro Laurenza                          |
| Guilherme Weber      | Freddy Schneider                       |
| Sheron Menezzes      | Dagmar de Sousa                        |
| Marcelo Médici       | Fladson Rodrigues                      |
| Jussara Freire       | Flávia Tosca Rodrigues (Tosca)         |
| Carlos Takeshi       | Takae Shigeto                          |
| Ítalo Rossi          | Dr. Fernando Medeiros (Medeiros)       |
| Cacá Carvalho        | Ariovaldo da Silva (Jamanta)           |
| Lívia Falcão         | Regina da Glória Teixeira              |
| Ada Chaseliov        | Esther Schneider                       |
| Mônica Torres        | Karen Barros                           |
| Lui Mendes           | Lourenço                               |
| Via Negromonte       | Divina Pacheco (Diva)                  |
| Leonardo Carvalho    | Edmílson                               |
| Angelita Feijó       | Yvete Barroso                          |
| Giácomo Pinotti      | Dr. Djulian                            |
| Ivone Hoffmann       | Matilde (Tide)                         |
| Lorena da Silva      | Odila                                  |
| Carmen Frenzel       | Zulmira                                |
| Vitor Morosini       | Isaac Güney Schneider                  |
| Enrica Duncan        | Soraya Güney                           |
| Juliana Kametani     | Suzi Shigeto                           |
| Eduardo Hashimoto    | Ernesto Shigeto                        |
| Marina Ruy Barbosa   | Sabina Rocha Assumpção                 |
| Thomaz Veloso        | Antônio Pereira Sabatini (Toninho)     |

### Participações especiais
| Intérprete              | Personagem                              |
| ----------------------- | --------------------------------------- |
| Marcos Palmeira         | Delegado Gilberto Moura                 |
| Henri Castelli          | Pedro Assumpção                         |
| José Steinberg          | Muniz                                   |
| Leona Cavalli           | Valdete Pereira                         |
| Gianfrancesco Guarnieri | Pepe Molina                             |
| Adriana Esteves         | Stella Assumpção (voz)                  |
| Fábio Assunção          | Marcelo Assumpção (voz)                 |
| Isabela Garcia          | Norma Souza e Silva                     |
| Marcella Valente        | Cristina Moura (Cris)                   |
| Laura Cardoso           | Dona Lídia                              |
| Tony Tornado            | Isaltino de Sousa                       |
| Graziella Moretto       | Madalena de Oliveira Güney              |
| Tony Correia            | Nuno de Oliveira                        |
| Teca Pereira            | Rita                                    |
| Juliana Martins         | Kika                                    |
| Emílio Pitta            | Dr. Natanael                            |
| Júlio Rocha             | Paulão                                  |
| Luiz Carlos Persy       | Investigador                            |
| Sandro Rocha            | Investigador                            |
| Daniel Erthal           | Lucas                                   |
| Victor di Mello         | Humberto Moraes                         |
| Rosaly Papadopol        | Ariane                                  |
| Alby Ramos              | Juventino                               |
| Bruno Perillo           | Rogério                                 |
| Viétia Zangrandi        | Marta                                   |
| Mauro Salvatore         | Marco                                   |
| Monique Lafond          | Tereza                                  |
| Alexandre Schumacher    | Roberto                                 |
| Ricardo Pavão           | Juca                                    |
| Hugo Resende            | Claudinho                               |
| Gisele Fróes            | Tatiana Junqueira                       |
| Camilo Bevilacqua       | Oscar Junqueira                         |
| Kiko Mascarenhas        | contratante de anúncio da Razzle Dazzle |
| Pathy Dejesus           | Celine                                  |
| Maurício Novaes         | Vlad                                    |
| Ana Paula Moraes        | Leninha                                 |
| Murilo Grossi           | Lindolfo                                |
| Eliane Costa            | Luzineide                               |
| Luíza Brunet            | ela mesma                               |
| Alexandre Herchcovitch  | ele mesmo                               |
| Paulo Zulu              | ele mesmo                               |
| André Marques           | ele mesmo                               |
| Carlos Manga            | ele mesmo                               |
| Dorinha Duval           | ela mesma                               |
| Maria Pompeu            | ela mesma                               |
| Elisabeth Gasper        | ela mesma                               |
| Brigitte Blair          | ela mesma                               |
| Eloina                  | ela mesma                               |
| Lia Mara                | ela mesma                               |
| Lilian Fernandes        | ela mesma                               |
| Rosinda Rosa            | ela mesma                               |
| Teresa Costelo          | ela mesma                               |
| Maria Quitéria          | ela mesma                               |
| Lady Hilda              | ela mesma                               |
| Vitória Régia           | ela mesma                               |
| Daniella Sarahyba       | Modelo da Belíssima                     |
| Ana Beatriz Barros      | Modelo da Belíssima                     |
| Isabeli Fontana         | Modelo da Belíssima                     |
| Ana Cláudia Michels     | Modelo da Belíssima                     |
| Caroline Ribeiro        | Modelo da Belíssima                     |
| Caroline Trentini       | Modelo da Belíssima                     |
| Raquel Zimmermann       | Modelo da Belíssima                     |
| Talytha Pugliesi        | Modelo da Belíssima                     |
| Fabiana Semprebom       | Modelo da Belíssima                     |
| Jeísa Chiminazzo        | Modelo da Belíssima                     |

## Produção

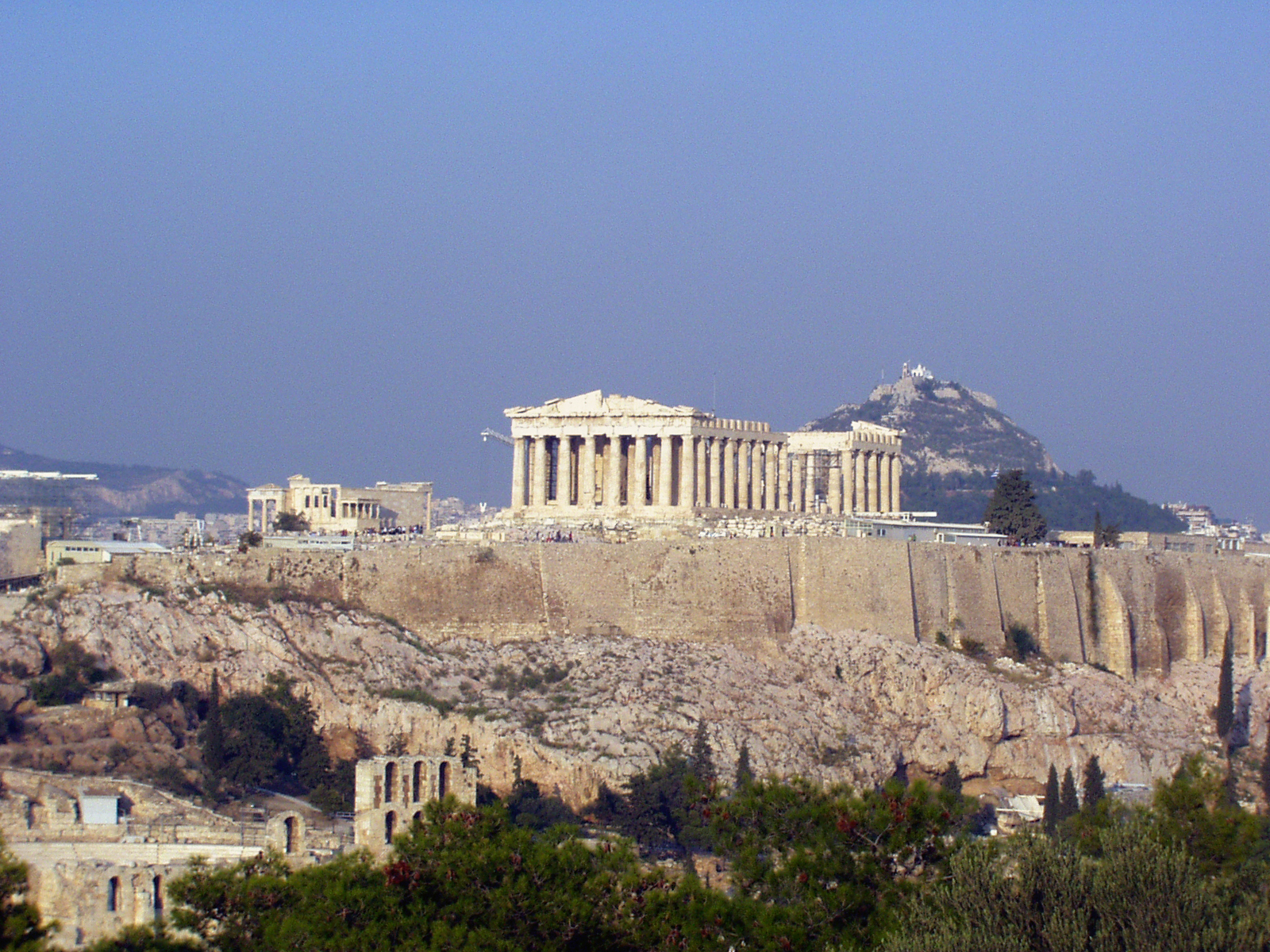
As primeiras cenas da telenovela foram gravadas em Atenas, na Grécia.

Segundo Silvio de Abreu, o objetivo da telenovela foi discutir a ditadura da moda e a imposição do padrões de beleza e magreza, tendo como pano de fundo a indústria da moda paulistana, colocando a personagem Júlia como uma espécie de "patinho feio" em uma família de modelos. A telenovela teve como cenário a cidade de São Paulo. As gravações começaram em 7 de agosto de 2005, no centro da cidade As gravações da trama em Atenas, na Grécia começaram em setembro de 2005, envolvendo 31 profissionais brasileiros, entre diretores e elenco, além da contratação de outros 40 gregos para a equipe técnica. Segundo o autor, a escolha da Grécia para ser a principal locação internacional é o fato de ter sido no país que nasceu o mito da beleza.
As roupas utilizadas foram elaboradas com a ajuda de duas figurinistas gregas. Além destas cenas gravadas na Grécia, foi construída uma cidade cenográfica na Ilha de Guaratiba, no Rio de Janeiro. Como a trama se passava em São Paulo, a cidade cenográfica teve que ser alterada, através da inserção, por computação gráfica, de arranha-céus. Também alguns edifícios, com dois ou três andares, foram aumentados. Foi aí que se localizavam a oficina de Pascoal, a quitanda de Takae, o açougue de Tosca e o casarão de Murat e Katina. Foram construídos cerca de 120 cenários em estúdio. Gisele Bündchen foi convidada para estrelar a abertura, mas recusou por não ter tempo para retornar ao Brasil devido à alta carga de trabalho na Victoria's Secret na época. A modelo Michelle Alves, conhecida como sósia de Gisele, acabou sendo selecionada em vez da própria Gisele.

### Escolha do elenco
Cláudia Abreu chegou a recusar o papel da protagonista Vitória, uma vez que desejava engravidar – a atriz já havia recusado o convite assim como Giovanna Antonelli para protagonizar América pelo mesmo motivo – porém foi convencida por Silvio de Abreu a adiar os planos mais alguns meses. A cantora Kelly Key foi convidada para interpretar Giovanna, porém recusou para focar em sua carreira musical. Isis Valverde e Paolla Oliveira fizeram os testes com outras atrizes iniciantes, sendo que a segunda foi escolhida. Gisele Bündchen foi convidada para interpretar Érica, porém a modelo recusou por não ter interesse em ingressar na televisão, uma vez que isso acarretaria em meses longe das passarelas; Letícia Birkheuer ficou com a personagem. Carolina Oliveira foi convidada pessoalmente pelo autor para o papel de Sabina, que alegou que ela não era uma criança que interpretava de forma "adultizada", porém a direção da emissora vetou a escolha, uma vez que os atores que interpretariam os pais da personagem – Cláudia Abreu e Henri Castelli – eram loiros e caucasianos, enquanto a atriz tinha traços indígenas, deslocando-a para Páginas da Vida. O autor chegou a cogitar Carla Diaz e Cecília Dassi, porém as duas atrizes já tinham 16 anos, o que custaria ter que mudar toda a linha do tempo da trama. Após um teste com dez atrizes mirins, Marina Ruy Barbosa foi escolhida.
Cacá Carvalho repetiu o personagem Jamanta que já havia interpretado em Torre de Babel, do mesmo autor. Alguns atores foram incorporados à trama na reta final. Nicola Siri entrou em 8 de março de 2006 para interpretar o agenciador de modelos Cyro, pai de Érica e que se envolve com Giovanna. Marcos Palmeira entrou em 31 de maio de 2006 para interpretar Gilberto, um delegado que investiga a suspeita morte de Valdete e as armações de Bia, se apaixonando pela personagem de Cláudia Abreu. Com ele também veio Marcella Valente, que deu vida a Cris, a filha de Gilberto e que atrapalhava romance com Vitória.

### Problemas de saúde
Em janeiro de 2006 Fernanda Montenegro passou por alguns problemas de saúde e teve que se afastar da telenovela, sendo explicado na história que sua personagem forja uma falsa morte quando seu carro cai num barranco e explode. As gravações das cenas do acidente de Bia começaram no dia 9 de janeiro e demoraram cinco dias para se encerrar devido a complexidade de registrar todos os detalhes. Na mesma época a trama sofreu outra baixa, uma vez que Glória Pires contraiu hepatite e precisou ficar afastada durante três semanas, fato este que foi explicado como se a personagem tivesse sido internada em uma clínica após ficar imensamente abalada pela suposta morte trágica da avó, fazendo com que o autor trouxesse os núcleos paralelos para o centro das atenções e transformasse o casal de Cláudia Raia e Reynaldo Gianecchini como o principal temporariamente. Glória retornou à trama em 7 de fevereiro. Já Fernanda retornou apenas em 25 de abril.
Foi a última telenovela de Gianfrancesco Guarnieri, que começou a ficar doente logo após o início da trama e seu personagem teve que ser diminuído até que, em 2 de junho, o ator foi internado, não retornando às gravações até o fim da telenovela. O ator esteve desde o início das gravações bastante debilitado, aparecia sempre sentado e tinha pouco texto, para não exigir demais dele. As cenas de seu personagem, Pepe, um diretor de teatro, eram gravadas no Teatro Oficina, de José Celso Martinez Corrêa, na região central de São Paulo. Como forma de marcar sua presença no desfecho da história e homenageá-lo, Silvio de Abreu fez o personagem Murat, amigo de Pepe, falar com ele ao telefone no último capítulo. Gianfrancesco viria a falecer em 22 de julho, três semanas após o fim de Belíssima.

## Exibição
Em junho de 2009, a trama foi cotada para substituir Senhora do Destino no Vale a Pena Ver de Novo, porém a emissora desistiu da reexibição da trama devido à censura que o Ministério da Justiça estava impondo.
Foi reexibida pelo Vale a Pena Ver de Novo de 4 de junho de 2018 a 18 de janeiro de 2019, em 161 capítulos, substituindo Celebridade e sendo substituída por Cordel Encantado.  Durante a reprise, o Ministério Público Federal de Minas Gerais ajuizou ação civil pública contra a Globo, pedindo “indenização por danos morais coletivos”, por entender que a exibição de Belíssima no Vale a Pena Ver de Novo, se dava em um horário inapropriado. O setor jurídico da Globo informou que cuidaria do caso, mas contestou a decisão, argumentando que em Belíssima  não havia nada de tão impróprio, pois não foi assistido por um público de dez anos, mas sim, o de doze.
A telenovela não foi levada ao ar durante os dias 27 de junho de 2018, devido à transmissão do jogo entre Brasil e Sérvia, terminando com a classificação da seleção brasileira, 3 de julho de 2018, com a cobertura do jogo entre Colômbia e Inglaterra pelas oitavas de final, encerrando com a vitória da seleção inglesa, 6 de julho de 2018, com a exibição das quartas de final entre Brasil e Bélgica, terminando com a vitória da seleção belga, e em 11 de julho de 2018, com a transmissão da semifinal entre Inglaterra e Croácia, terminando com a inédita vitória da seleção croata e sua classificação na grande final, todos pela Copa do Mundo FIFA de 2018.

### Exibição internacional
Ao mesmo tempo que era exibida no Brasil, a telenovela era transmitida pela Globo Internacional, com os capítulos sendo exibidos um dia depois da exibição no Brasil. Belíssima foi vendida para 22 países, entre eles Portugal, Rússia, Chile, Venezuela, Argentina, Equador e Uruguai. Em julho de 2006, a telenovela estreou no Alpha-Channel da Grécia, onde parte da ação se desenvolvia. Em agosto de 2007, estreou na Costa Rica, exibida pelo canal Teletica, substituindo outra produção da TV Globo, a telenovela América.

### Outras mídias
Em 22 de agosto de 2022, foi disponibilizada pelo Globoplay como parte do Projeto Originalidade, com a atualização para o formato de exibição original; com o formato de imagem restaurado em Full HD, além de aberturas, vinhetas de intervalo e encerramento originais.

## Música

### Nacional
A primeira trilha sonora da telenovela foi lançada em 2005 pela Som Livre trazendo as canções gravadas por artistas nacionais em português e inglês. Glória Pires ilustrou a capa do álbum.
Lista de faixas
| N.º | Título                                | Música                      | Personagem tema                  | Duração |  |
| 1.  | "Ai, Ai, Ai..." (Deep Lick Radio Mix) | Vanessa da Mata             | Rebeca                           | 3:43    |  |
| 2.  | "Feliz"                               | Maria Rita                  | Ornela                           | 3:25    |  |
| 3.  | "Então Me Diz"                        | Simone                      | Júlia e André                    | 3:31    |  |
| 4.  | "Encantado"                           | Maria Bethânia              | Rebeca e Pascoal                 | 3:16    |  |
| 5.  | "Sina"                                | Djavan                      | Giovana                          | 3:42    |  |
| 6.  | "Dor Elegante"                        | Zélia Duncan                | Cemil e Mônica                   | 3:20    |  |
| 7.  | "Pensar em Você"                      | Daniela Mercury             | Giovanna e Mateus                | 3:47    |  |
| 8.  | "Bonita Demais"                       | Daniel Jobim                | Vitória                          | 3:45    |  |
| 9.  | "Coisa Mais Linda"                    | Gal Costa e Paulo Bellinati | Mônica                           | 3:45    |  |
| 10. | "As Aparências Enganam"               | Elis Regina                 | Bia                              | 3:20    |  |
| 11. | "Belíssima"                           | Ney Matogrosso              | Júlia                            | 3:24    |  |
| 12. | "Você É Linda"                        | Caetano Veloso              | Abertura                         | 3:15    |  |
| 13. | "Mistura Fina"                        | Os Mulekes                  | Locação: "Bairro Campos Elíseos" | 3:31    |  |
| 14. | "Meu Fraco É Mulher"                  | Art Popular                 | Alberto                          | 3:38    |  |
| 15. | "Do It"                               | Lenine                      | Locação: São Paulo               | 3:27    |  |
| 16. | "Todo Mundo Gosta de Mim"             | Ultraje a Rigor             | Narciso                          | 3:31    |  |
| 17. | "Love for Sale"                       | Zizi Possi                  | Ornela e Mateus                  | 3:27    |  |
| 18. | "Usted"                               | Luis Miguel                 | Safira e Pascoal                 | 3:31    |  |

### Internacional
A segunda trilha sonora da telenovela foi lançada em 2006 pela Som Livre compilando as canções internacionais. Cláudia Raia ilustrou a capa do álbum.
Lista de faixas
| N.º | Título                        | Música             | Personagem tema                         | Duração |  |
| 1.  | "You're Beautiful"            | James Blunt        | Vitória                                 | 3:43    |  |
| 2.  | "The Blower's Daughter"       | Damien Rice        | Júlia e André                           | 3:25    |  |
| 3.  | "Quelqu'un M'a Dit"           | Carla Bruni        | Érica                                   | 3:31    |  |
| 4.  | "Mind Trick"                  | Jamie Cullum       | Narciso e Taís                          | 3:16    |  |
| 5.  | "Seven Days in Sunny June"    | Jamiroquai         | Rebeca                                  | 3:42    |  |
| 6.  | "Perfect Love"                | Simply Red         | Mary e Guida                            | 3:20    |  |
| 7.  | "Because of You"              | Kelly Clarkson     | Maria João e Tadeu / Vitoria e Gilberto | 3:47    |  |
| 8.  | "Suddenly I See"              | KT Tunstall        | Giovana                                 | 3:45    |  |
| 9.  | "All The Way"                 | Michael Bolton     | Júlia e Nikos                           | 3:45    |  |
| 10. | "Dance Me to the End of Love" | Madeleine Peyroux  | Geral                                   | 3:20    |  |
| 11. | "Fake"                        | Lorrah Wizz        | André                                   | 3:24    |  |
| 12. | "Épefte Vathiá Siopí"         | Iannis Poulopoulos | Nikos                                   | 3:15    |  |
| 13. | "Usted"                       | Luis Miguel        | Safira e Pascoal                        | 3:31    |  |
| 14. | "Suave"                       | Slow Down          | Maria João e Tadeu                      | 3:38    |  |
| 15. | "Quando Ti Penso"             | Paolo              | Cyro e Giovana                          | 3:27    |  |

### Fashion B
A terceira trilha sonora da telenovela, intitulada Fashion B, foi lançada em 2006 pela Som Livre compilando as canções que tocavam nos núcleo relacionado ao mundo da moda, como a agência de Penélope, os desfiles das modelos e a grife Belíssima. Letícia Birkheuer ilustrou a capa do álbum.
Lista de faixas
| N.º | Título                         | Música                       | Duração |  |
| 1.  | "Sinfonia N.º 40"              | Rio 2 Ensemble               | 3:43    |  |
| 2.  | "Say Hello"                    | Deep Dish e Anoushen Khalili | 3:25    |  |
| 3.  | "Don't Cha" (Kaskade Club Mix) | The Pussycat Dolls           | 3:31    |  |
| 4.  | "Alright"                      | Red Carpet                   | 3:16    |  |
| 5.  | "Shining Star"                 | Get Far                      | 3:42    |  |
| 6.  | "Night Shifter"                | Muzikwerk                    | 3:20    |  |
| 7.  | "Because of You" (Remix)       | Kelly Clarkson               | 3:47    |  |
| 8.  | "Out of My Head"               | Foxy                         | 3:45    |  |
| 9.  | "White Horse"                  | Wonderland Avenue            | 3:45    |  |
| 10. | "It's Yours"                   | Jon Cutler e E-Man           | 3:20    |  |
| 11. | "Fashion SP"                   | Rio 2 Ensemble               | 3:24    |  |
| 12. | "Say Say Say"                  | Hi-Tack                      | 3:15    |  |
| 13. | "Thunder in My Heart Again"    | Meck feat. Leo Sayer         | 3:38    |  |
| 14. | "Clap Your Hands"              | Ramada                       | 3:27    |  |
| 15. | "S.O.S. (Message in a Bottle)" | Filterfunk                   | 3:31    |  |

### Instrumental
A quarta trilha sonora da telenovela foi lançada em 2006 pela Som Livre contendo os fundos musicais instrumentais.
Lista de faixas
| N.º | Título                       | Duração |  |
| 1.  | "Alma Nikos"                 | 3:43    |  |
| 2.  | "Turco Lima"                 | 3:25    |  |
| 3.  | "Fashion SP"                 | 3:31    |  |
| 4.  | "Triste Jazz"                | 3:16    |  |
| 5.  | "Triste Grega 2"             | 3:42    |  |
| 6.  | "Tenso Mistério Orquestra"   | 3:20    |  |
| 7.  | "Tenso Mistério Geral"       | 3:47    |  |
| 8.  | "Romântico Orquestra 2"      | 3:45    |  |
| 9.  | "Sinfonia N.º 40"            | 3:45    |  |
| 10. | "Tenso Mistério Bia"         | 3:20    |  |
| 11. | "Tenso Atmosfera Leve"       | 3:24    |  |
| 12. | "Tenso Leve Bia"             | 3:15    |  |
| 13. | "Triste Romântico Orquestra" | 3:31    |  |
| 14. | "Suspense Bia"               | 3:38    |  |
| 15. | "Triste Grega Mistério"      | 3:27    |  |
| 16. | "Infantil Orquestrada"       | 3:31    |  |
| 17. | "Drama Grego"                | 3:47    |  |
| 18. | "Tenso Piano Orquestra"      | 3:45    |  |
| 19. | "Tenso Vigia"                | 3:45    |  |
| 20. | "Grega Levinha"              | 3:20    |  |
| 21. | "Tenso Grego"                | 3:24    |  |
| 22. | "Romântico Nikos"            | 3:15    |  |
| 23. | "Dança Suspense"             | 3:31    |  |
| 24. | "Romântico Julia"            | 3:38    |  |
| 25. | "Triste Grega"               | 3:27    |  |
| 26. | "Grega Leve"                 | 3:31    |  |
| 27. | "Engraçada Sensual"          | 3:47    |  |
| 28. | "Suspense Grega"             | 3:45    |  |
| 29. | "Tenso Cello Pad"            | 3:45    |  |
| 30. | "Tenso Piano"                | 3:20    |  |

## Repercussão
O Casseta & Planeta, Urgente! satirizou a telenovela como Baleíssima. Curiosamente, a vilã Bia Falcão, vivida por Fernanda Montenegro, foi parodiada pelo programa como Bia Falcão - Meninos do Tráfico, levando o nome do documentário produzido pelo rapper MV Bill e pelo produtor Celso Athayde, que foi exibido em partes pelo programa Fantástico no mesmo período em que a telenovela era exibida. Os cortes de cabelos das personagens da telenovela geraram tendência e estiveram entre os mais procurados nos salões de beleza. Os mais pedidos eram o cabelo de Vitória (Cláudia Abreu) e Safira (Cláudia Raia). Além disso, os figurinos da personagem de Cláudia Abreu estavam entre os mais solicitados, de acordo com a Central de Atendimento ao Telespectador da Globo e também era bastante procurado em vitrines sofisticadas e feiras populares, como a 25 de março, em São Paulo.

### Audiência

#### Exibição original
Sua estreia teve média de 54 pontos. Em 20 de fevereiro de 2006, a trama bateu recorde de audiência, com 55 pontos e picos de 58. No capítulo, Júlia (Glória Pires) deu uma surra em  Érica (Letícia Birkheuer), após vê-la na cama com André (Marcello Antony) A telenovela bateu novo recorde de audiência no dia 15 de maio de 2006, quando registrou 60 pontos de audiência. No capítulo foi exibido o retorno da vilã Bia Falcão, depois de quase 100 capítulos fora da trama.
No seu penúltimo capítulo, marcou 59 pontos e picos de 66, com 76% de participação. No último capítulo, a trama marcou 60 pontos, e picos de 66, sendo a última telenovela a marcar mais de 60 pontos em um capítulo. Teve média geral foi de 48,5 pontos, sendo a 3.ª maior audiência da década de 2000, superada apenas por América e Senhora do Destino.

#### Reprise
Em seu primeiro capítulo exibido em 4 de junho de 2018, a telenovela cravou 18 pontos, maior média de estreia no Vale a Pena Ver de Novo desde a reprise de Cobras & Lagartos em 2014.
Porém a telenovela começou a sofrer queda em seus índices e em 11 de junho de 2018 a trama chegou aos 13 pontos de média registrando uma queda de 28% em sua audiência comparada a semana de estreia. Em 12 de junho de 2018 a trama chega aos 12 pontos de média.  Registrou recorde negativo em 28 de junho de 2018 quando cravou 11 pontos.  Em 14 de junho, a trama é derrotada pela RecordTV que nesse dia bateu recorde histórico com o Cidade Alerta que estava com uma reportagem especial sobre um sequestro em São Paulo. Nesse dia a telenovela teve 14 pontos de média contra 16 da concorrente, fato esse que não acontecia na faixa desde 2013 quando a reprise de O Profeta chegou a ficar em 2.º lugar em um determinado momento.
Em 10 de julho a telenovela registra 19 pontos, sendo essa a maior média desde a estreia, além disso a trama também foi impulsionada pelos bons índices da transmissão da semifinal da Copa do Mundo FIFA de 2018.
O último capítulo registrou 17 pontos e se tornou a maior audiência das tardes do dia 18 de janeiro de 2019, superando as novelas inéditas Malhação: Vidas Brasileiras e Espelho da Vida. Além disso, foi a terceira melhor média de um final de novela da faixa. Fechou com média geral de 14 pontos, a mesma de Celebridade. Mesmo tendo forte divulgação e índices altos durante o período da Copa do Mundo, a exibição da trama não elevou a audiência do horário vespertino passando a perder fôlego com o fim do mundial, além de possuir problemas com a classificação indicativa, que forçou a alta cúpula da globo a fazer grandes cortes na novela, tirando do ar algumas tramas paralelas, o que frustou boa parte do público.

### Prêmios
Prêmio APCA
- Melhor Atriz - Fernanda Montenegro

Prêmio Contigo!
- Melhor Novela
- Melhor Atriz - Fernanda Montenegro
- Melhor Ator - Tony Ramos
- Melhor Atriz Coadjuvante - Cláudia Raia
- Melhor Autor - Silvio de Abreu (empatado com Walcyr Carrasco por Alma Gêmea)
- Melhor Figurino

Troféu Imprensa
- Melhor Novela (empatada com Páginas da Vida)

Meus Prêmios Nick 2006
- Melhor Ator - Reynaldo Gianecchini

Prêmio Tv Press
- Melhor Novela
- Melhor atriz: Fernanda Montenegro
- Melhor ator: Tony Ramos

Prêmio Qualidade Brasil
- Melhor Atriz - Fernanda Montenegro
- Melhor Ator - Tony Ramos
- Melhor Atriz Coadjuvante - Cláudia Raia (Empatada com Fernanda Souza por Alma Gêmea)
- Melhor Ator Coadjuvante - Reynaldo Gianecchini
- Atriz Revelação - Paola Oliveira
- Ator Revelação - Marcelo Médici

Troféu Leão Lobo
- Melhor Ator - Tony Ramos
- Melhor Atriz - Fernanda Montenegro
- Melhor Ator Coadjuvante - Reynaldo Gianecchini